# سيليستينو برييتو
سيليستينو برييتو (بالإسبانية: Celestino Prieto)‏ ولد بتاريخ 29 يناير 1961 في برشلونة، هو دراج إسباني سابق.

## روابط خارجية
- سيليستينو برييتو على موقع أرشيف الدراجات (الإنجليزية)
- سيليستينو برييتو على موقع إحصائيات الدراجات الإحترافية (الإنجليزية)
- سيليستينو برييتو على موقع CycleBase (الإنجليزية)